# The Hummer
The Hummer è il sesto album in studio del cantautore canadese Devin Townsend, pubblicato il 15 novembre 2006 dalla HevyDevy Records.

## Descrizione
L'album è il secondo lavoro di genere ambient dopo il precedente Devlab, ed entrambi sono album che si differenziano quasi totalmente dagli altri lavori di Townsend, essendo totalmente meditativi e riflessivi, con la componente heavy metal completamente assente. Devin l'ha descritto così:
Musicalmente, The Hummer è caratterizzato da layer di suoni a bassa frequenza, flauti, rumori marini e sequenze in codice morse, il tutto intrecciato a vari campionamenti sonori presi da varie fonti, ad esempio da un reading di Leonard Cohen del Libro tibetano dei morti, da brani di Ravi Shankar e dal film scifi del 1997 Contact.

## Tracce
Musiche di Devin Townsend.
1. The Hummer – 15:55
2. Arc – 23:04
3. Consciousness Causes Collapse – 6:39
4. Equation – 3:17
5. The Abacus – 8:03
6. Cosmic Surf – 16:28

## Formazione
- Devin Townsend – tastiera, produzione, ingegneria del suono, missaggio
- Jeff Feinstein – flauto
- Konrad Palkiewicz – copertina